# Санта-Мария-Горетти (титулярная диакония)
Санта-Мария-Горетти — титулярная церковь была создана Папой Бенедиктом XVI 18 февраля 2012 года. Титулярная диакония принадлежит церкви Санта-Мария-Горетти, расположенной в квартале Рима Триесте, на виа Марии Горетти.

## Список кардиналов-дьяконов титулярной диаконии Санта-Мария-Горетти
- Проспер Грек, O.S.A. — (18 февраля 2012 — 30 декабря 2019, до смерти);
  - вакантно (2019 — 2023);
- Агостино Маркетто — (30 сентября 2023 — по настоящее время).